# Charles-Jacques-Étienne Girard-Villars
Charles-Jacques-Étienne Girard-Villars, né le 10 mai 1732 à Sainte-Cécile (province du Bas-Poitou, actuel département de la Vendée) et mort le 4 nivôse an VIII (le 25 décembre 1799) à Fontenay-le-Comte, est un homme politique de la Révolution française.

## Biographie
Girard-Villars exerce avant la Révolution la profession d'avocat à Chantonnay. En 1790 l'assemblée primaire de cette ville le délègue à l'élection des membres du directoire du nouveau département de la Vendée. Élu au sein de cet organe, Girard-Villars en devient le président. Il prend ensuite la présidence de l'administration du département.
La monarchie constitutionnelle mise en application par la constitution du 3 septembre 1791 prend fin à l'issue de la journée du 10 août 1792 : les bataillons de fédérés bretons et marseillais et les insurgés des faubourgs de Paris prennent le palais des Tuileries. Louis XVI est suspendu et incarcéré, avec sa famille, à la tour du Temple.
En septembre 1792, Charles-Jacques-Étienne Girard-Villars est élu député du département de la Vendée, le huitième sur neuf, à la Convention nationale.
Il siège sur les bancs de la Plaine. Lors du procès de Louis XVI, il vote « la réclusion », se prononce contre l'appel au peuple mais en faveur du sursis à l'exécution de la peine. Le 13 avril 1793, il est absent lors du scrutin sur la mise en accusation de Jean-Paul Marat. Le 28 mai, il vote contre le rétablissement de la Commission des Douze.
Le 16 messidor an III (le 4 juillet 1795), il est élu secrétaire de la Convention aux côtés d'Albert Sallengros et de François-Toussaint Villers (député de Loire-Inférieure) sous la présidence de Louis-Gustave Doulcet de Pontécoulant (député du Calvados).
En vendémiaire an IV (octobre 1795), Charles-Jacques-Étienne Girard-Villars est réélu député et siège au Conseil des Anciens. Il est tiré au sort pour quitter le Conseil le 1er prairial an V (20 mai 1797).
Il meurt deux ans plus tard à Fontenay-le-Comte.

## Source
- « Charles-Jacques-Étienne Girard-Villars », dans Adolphe Robert et Gaston Cougny, Dictionnaire des parlementaires français, Edgar Bourloton, 1889-1891 [détail de l’édition]